# Oleksandr Polivoda
Oleksandr Polivoda (Járkov, 31 de marzo de 1987) es un ciclista profesional ucraniano.
Entre sus mejores resultados en carretera se encuentran los dos terceros puestos conseguidos en el Campeonato de Ucrania en Ruta.

## Palmarés
2011
- 3.º en el Campeonato de Ucrania en Ruta

2012
- 3.º en el Campeonato de Ucrania en Ruta

2013
- 1 etapa de la Vuelta al Lago Qinghai

2014
- Tour de Eslovaquia, más 1 etapa
- 1 etapa de la Vuelta al Lago Qinghai

2015
- Tour de Mersin, más 1 etapa
- Cinco Anillos de Moscú, más 1 etapa
- Horizon Park Race Maidan
- 3.º en el Campeonato de Ucrania en Ruta
- 1 etapa de la Vuelta al Lago Qinghai
- Odessa Grand Prix-1

2016
- CCC Tour-Grody Piastowskie más 1 etapa
- Campeonato de Ucrania en Ruta
- 1 etapa del Tour de Bulgaria

2017
- 1 etapa del Tour de Azerbaiyán
- Campeonato de Ucrania Contrarreloj
- 3.º en el Campeonato de Ucrania en Ruta
- 2 etapas de la Vuelta al Lago Qinghai
- 1 etapa del Tour de Xingtái

2018
- Campeonato de Ucrania en Ruta
- 1 etapa del Tour de Singkarak

2019
- 2.º en el Campeonato de Ucrania en Ruta

## Equipos
- ISD-Sport-Donetsk (2007)
- Atlas Personal-Jakroo (2013)
- Kolss (2014-2017)
  - Kolss Cycling Team (2014)
  - Kolss-BDC Team (2015-2016)
  - Kolss Cycling Team (2017)
- Synergy Baku Cycling Project (01.2018-06.2018)
- Ningxia Sports Lottery-Livall (07.2018-2019)
- SSOIS Miogee Cycling Team (2020)